# Taifa di Tortosa
La Taifa di Tortosa era un regno  Islamico taifa situato nell'attuale Spagna di levante, che esistette per due periodi separati, dal 1009 al 1061 e dal 1081 al 1099. 

La sua capitale era la città di Turtusha (l'attuale Tortosa), situata vicino alla foce del delta dell'Ebro.

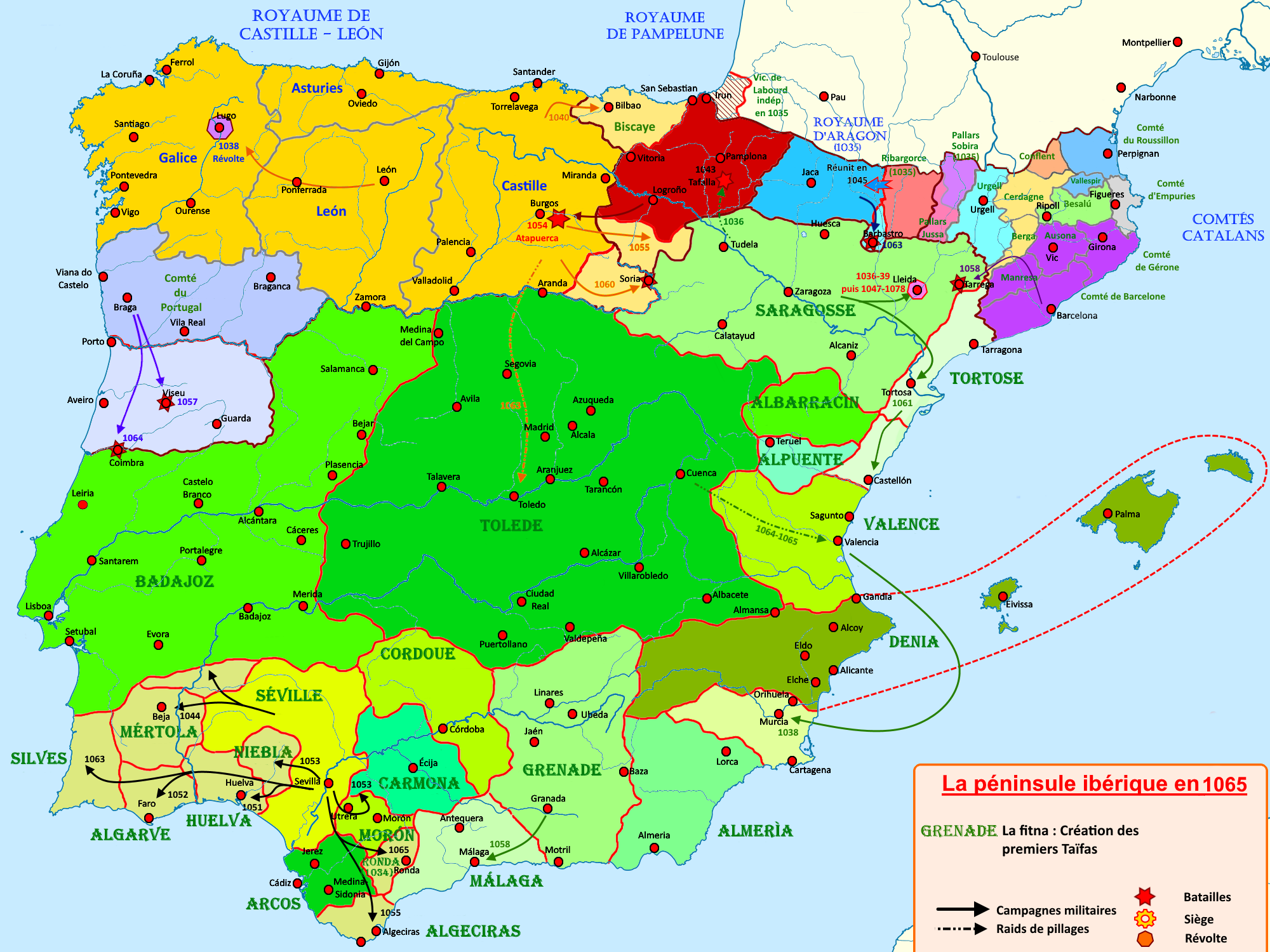
Taifa di Tortosa nel 1061, al momento della conquista da parte di al-Muqtadir, re della Taifa di Saragozza

## Storia
La Taifa di Tortosa nacque nel 1009, nel periodo iniziale della fitna di al-Andalus, descritta dallo storico Rafael Altamira, quando il Califfo Muhammad II ibn Hisham, detto al-Mahdī bi-llāh (il ben guidato da Dio), aveva deposto il predecessore Hisham II, secondo La web de las biografias Labib, che era stato agli ordini di Almanzor si dichiarò indipendente dal califfato. La Histoire des Almohades / d'Abd el- Wâh'id Merrâkechi riporta che in quel periodo Tortosa era ancora parte del sultanato, mentre la Muslim Spain and Portugal: A Political History of al-Andalus riporta che Tortosa era governata dai Saqaliba.

Labib morì senza aver lasciato discendenza e gli succedette un altro Saqaliba ufficiale di Almanzor, Muqatil.
Di Muqatil non si hanno molte informazioni, ma l'emissione di monete col suo nome a partire dal 1039 ne confermano l'esistenza, e dovrebbe aver regnato sino alla sua morte, nel 1053.
Gli succedette Ya'la, anche lui di origine Saqaliba e la conferma del suo regno ò provata dalle monete emesse tra il 1053 ed il 1057, anno in cui probabilmente morì.

Durante il suo regno, avvenne il rapimento della contessa consorte di Tolosa, Almodis de La Marche, da parte dell'emiro di Tortosa, su richiesta del suo alleato, il conte, Raimondo Berengario I di Barcellona: l'emiro di Tortosa, con una flotta musulmana assalì Narbona e rapì la contessa di Tolosa, che fu portata a Barcellona, dove Raimondo Berengario la convinse a diventare la sua amante e quindi, tra il 1053 e il 1054, a sposarlo.

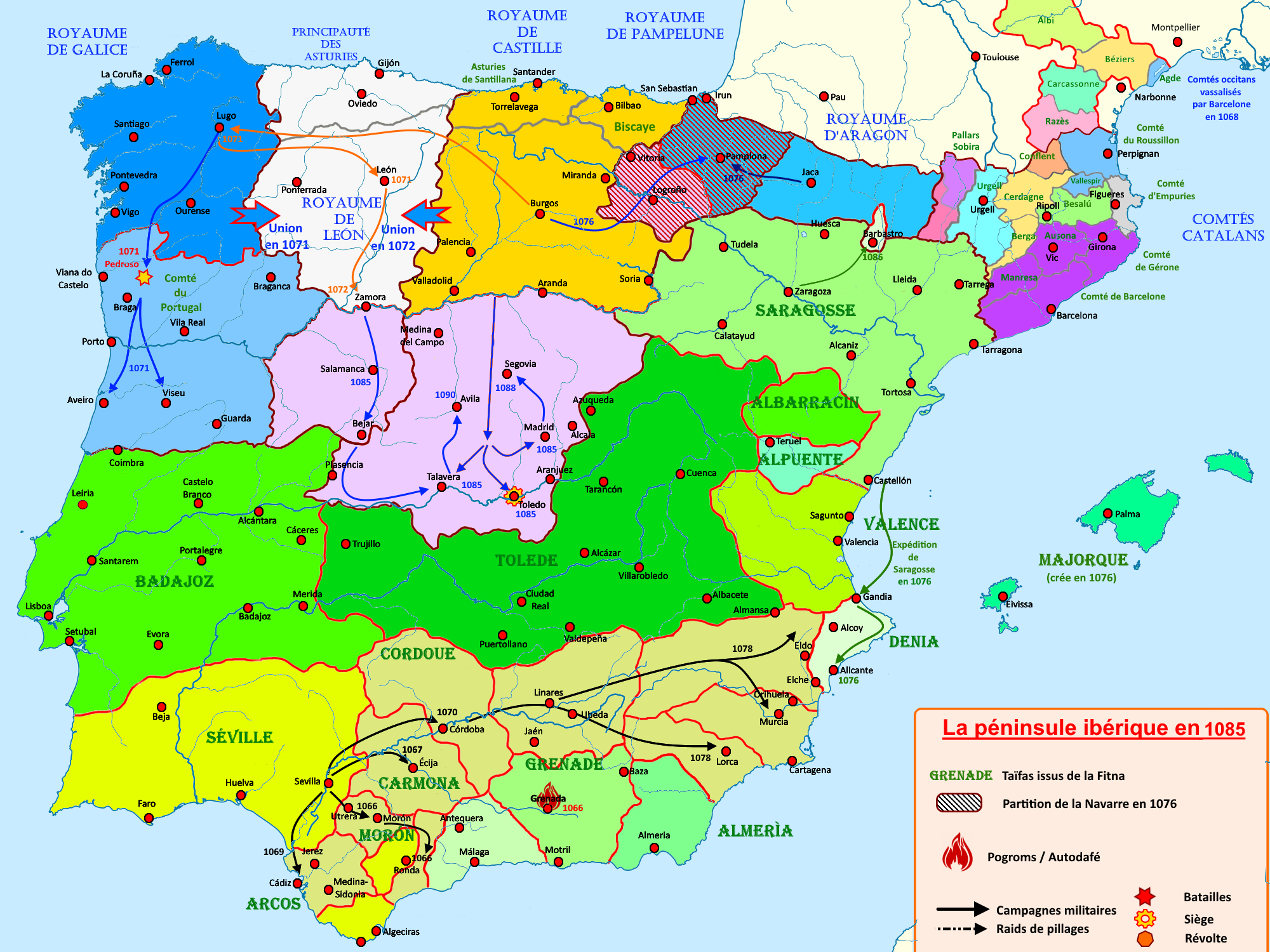
Taifa di Tortosa nel 1080, dopo la conquista da parte della Taifa di Saragozza

A Ya'la, come riportano sia La web de las biografias, che il Diccionario biográfico español, Real Academia de la Historia, succedette Nabil, che detenne il potere per poco tempo, dato al-Muqtadir, re della Taifa di Saragozza attacco la taifa di Tortosa e, nel 1061 la occupò, come viene confermato anche dalla Histoire des Almohades / d'Abd el- Wâh'id Merrâkechi, e dalla Muslim Spain and Portugal: A Political History of al-Andalus.
Al-Muqtadir governò sino al 1081, quando a causa di una infermità, dovette dividere il suo dominio in due parti. Saragozza fu governata da Yusuf al-Mu'tamin ibn Hud, metre a Tortosa governò l'altro figlio, Mugdir, alla cui morte, nel 1090, succedette il figlio, Sulayman Sayyid, che era ancora un bambino e quindi non governò direttamente e non si hanno notizie della sua sorte, quando gli Almoravidi, nel 1102, occuparono Tortosa.

### Fonti primarie
- (LA)  Chronicon sancti Maxentii Pictavensis, Chroniques des Eglises d'Anjou.
- (FR)  Histoire des Almohades / d'Abd el- Wâh'id Merrâkechi
- (EN)  Muslim Spain and Portugal: A Political History of al-Andalus

### Letteratura storiografica
- Rafael Altamira, Il califfato occidentale, in Storia del mondo medievale, vol. II, 1999, pp. 477–515.
- La recomquista
- (ES)  Reino taifa de Tortosa